# Vozok

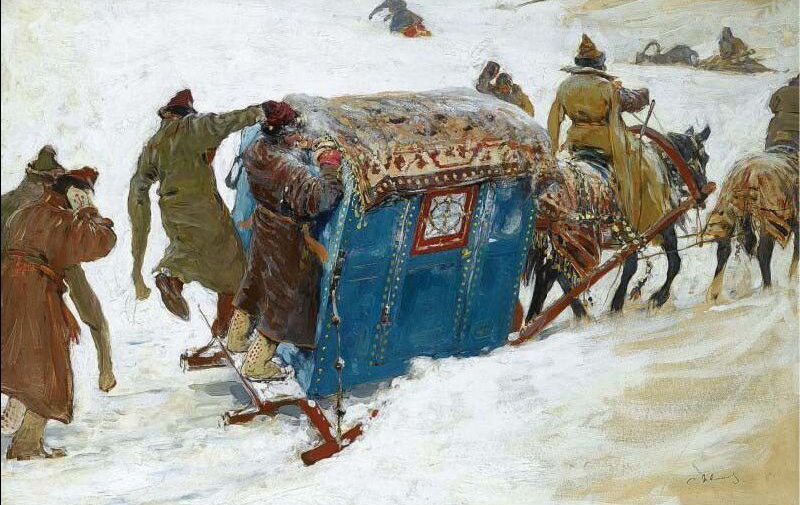
Un vozok boyardo del siglo XVII

Vozok (возок) es un tipo de trineo cerrado de invierno que se utilizó en toda Rusia hasta finales del siglo XIX. Con el objetivo de reducir la pérdida de calor, el vozok solía tener ventanas muy pequeñas y, a veces, un horno para mantenerlo caliente. Su interior era bastante oscuro.
Los vozoks proporcionaban un medio de transporte de alta velocidad a través de las llanuras nevadas de la Rusia europea y Siberia. Era el medio de transporte preferido por la realeza, los obispos y los boyardos de Moscovia. Se sabe que un patriarca utilizaba trineos cubiertos incluso en verano.
En la Armería del Kremlin se guardan un vozok en miniatura del zarévich Pedro y otros trineos reales de importancia histórica.